# Хипербола
 Тази статия е за геометричната крива.  За стилистичната фигура вижте Хипербола (литература).  
Хиперболата в математиката е равнинна алгебрична крива от втори ред с канонично уравнение {\displaystyle {\frac {x^{2}}{a^{2}}}-{\frac {y^{2}}{b^{2}}}=1}. Състои се от два клона, има два фокуса и две асимптоти с уравнения {\displaystyle ay\pm bx=0}. Пресечната точка на асимптотите представлява център на симетрия за хиперболата. При това центърът на хиперболата е в началото на координатната система. Оста на хиперболата, наречена главна ос, съвпада с оста x. Върховете ѝ са с координати (a,0) и (-a,0).
Параметричните уравнения на клона на хиперболата, отговарящ на x > 0, са:
x = a / cos α, y = b tg α.
Друго параметрично представяне на първия клон е:
x = a ch α, y = b sh α, -∞ < α < ∞.
Хиперболата наред с елипсата и параболата е един от трите типа конични сечения. Получава се като сечение на равнина с двата клона на коничната повърхнина. Въпреки че хиперболата се състои от два клона, тя е неизродено конично сечение, тъй като никой от клоновете, взет отделно, не представя алгебрична крива.
Две са свойствата на фокусите {\displaystyle F_{1},F_{2}} на хиперболата:
1. За всяка точка Р от хиперболата, {\displaystyle |PF_{1}-PF_{2}|} е постоянно число, и то равно на {\displaystyle 2a}. 
 Това свойство е причината в някои случаи хиперболата да се дефинира и като:

Геометричното място на точките P в евклидовата равнина, за които абсолютната стойност на разликата между разстоянията от P до две предварително фиксирани точки в равнината (фокуси), е постоянно число С.
1. Допирателната към хиперболата във всяка нейна точка Р представлява ъглополовяща на {\displaystyle \angle F_{1}PF_{2}}.[1]

Разстоянието между фокусите се нарича фокално разстояние, а отношението е = |F1 F2| / C – ексцентрицитет на хиперболата.
Думата „хипербола“ произхожда от гръцки: ὑπερβολή, „прехвърляне“, „излишък“. Кривата е била известна още на Архимед, Аполоний от Пергам и Менехъм.
Пример за хипербола е графиката на функцията y = 1 / x.